# Sloppenwijk
Een sloppenwijk of krottenwijk is een wijk waar mensen wonen die door geldgebrek of woningnood geen betere woning kunnen krijgen. Vaak zijn ze van het platteland naar de grote stad getrokken om werk en een beter bestaan te vinden. De hutwoningen zijn vaak opgebouwd uit bouwafval en andere restmaterialen. Er zijn in verschillende werelddelen sloppenwijken.
De eerste massale sloppenwijken ontstonden in Brazilië, waar dakloze mensen hutachtige onderkomens op de berghellingen dicht bij grote steden bouwden.
Armoede is de voornaamste reden waarom mensen geen woning kunnen krijgen en daarom een huis bouwen in een sloppenwijk. Men kan de maandlasten of de huur van een normaal huis niet opbrengen. Dit heeft vaak ook te maken met woningnood, soms kunstmatig veroorzaakt door overheden die de trek naar de steden willen indammen en dus geen betaalbare woningen bouwen. Ook is het mogelijk dat de overheid binnenlandse migratie rechtstreeks beperkt, bijvoorbeeld door verhuurders te verplichten slechts aan personen te verhuren die uit de stad of dezelfde provincie komen. Nieuwkomers met lagere inkomens krijgen in zo'n geval geen toegang tot de huurmarkt en moeten dus wel in een sloppenwijk wonen.

## Problemen
In sloppenwijken is vaak sprake van overbevolking, onveiligheid, werkloosheid, slechte drinkwatervoorziening en volksgezondheid en gebrek aan riolering. De wijken zijn meestal illegaal omdat ze zonder vergunning zijn aangelegd. De landeigenaar kan ze op ieder moment laten plat bulldozeren. Ze bevinden zich bovendien dikwijls in voor bewoning en bebouwing ongunstig terrein: het is bergachtig of de afwatering is slecht.

## Verbetering van sloppenwijken
Sloppenwijken zijn ongewenst maar nauwelijks tegen te houden. Het is bovendien gebleken dat wanneer de aanwezigheid ervan wordt gedoogd, bewoners meer tijd en geld in de opbouw van hun huizen steken. De mensen organiseren zich en gaan samenwerken, zo komen er geleidelijk aan verbeteringen. Straten worden bijvoorbeeld verhard en voorzien van betere afwatering, er komt een school en ten slotte ook elektriciteit. Uiteindelijk kan zo'n krottenwijk veranderen in een gewone woonwijk.

## Wereldwijd
In totaal leven 1 op 6 mensen, dat zijn er meer dan 1 miljard, in krotten. Voornamelijk in derdewereldlanden, wereldwijd gaat het om een derde van alle stadsbewoners. Vooral de sloppenwijken in Brazilië, Indonesië en Zuid-Afrika zijn bekend, maar ze komen ook veel voor in andere landen van Afrika, Zuid-Amerika en Azië. Enkele van de grootste sloppenwijken zijn Kibera in de Keniaanse hoofdstad Nairobi (grootste van Afrika), Orangi Town in de Pakistaanse havenstad Karachi (grootste van Azië) en Dharavi in de Indiase havenstad Mumbai. Als stad met de meeste inwoners in sloppenwijken ter wereld wordt Mexico-Stad wel genoemd.

## Europa
Ook op het Europese continent zijn nog altijd sloppenwijken in landen als Frankrijk, Spanje, Italië, Portugal, in de Balkanstaten, en in enkele ex-sovjetrepublieken zoals Oekraïne, Rusland en Georgië. Het betreft voornamelijk Roma-gemeenschappen die aan de randen van steden in geïmproviseerde hutten of simpele huisjes wonen, vaak zonder goede voorzieningen. In Frankrijk zijn er meer dan 400 van dit soort wijken, 150 daarvan liggen in de buurt van Parijs. Daarnaast zijn er in Griekenland nabij Athene en Thessaloniki en in Frankrijk nabij Calais grote vluchtelingenkampen waar tienduizenden mensen voor langere periodes verblijven. Enkele van de bekendste sloppenwijken van Europa zijn die van Napels (Italië), Sevilla (Spanje) en Istanbul (Turkije).

### Nederland en België
Nederland en België kennen geen sloppenwijken meer, maar nog tot in de 20e eeuw woonden in Nederland meer dan een miljoen mensen opeengepakt in sloppen en stegen zonder frisse lucht, schoon water of riolering. De krottenwijken werden er na het aannemen van de Woningwet in 1901 in de loop van de daar op volgende 70 jaar gesaneerd, woningnood bleef nog tot zeker 1970 een probleem.

## Zuid-Afrika
In Zuid-Afrika zijn de sloppenwijken, die townships worden genoemd, ontstaan doordat de apartheidsregering volgens het segregatiebeleid van Hendrik Verwoerd bepaalde gebieden toewees aan de Bantoe- en de kleurlingbevolking van Zuid-Afrika. De bewoners van deze 'thuislanden' mochten in de 'blanke' steden wel komen werken, maar het werd ze niet toegestaan er te wonen.
Vandaag de dag woont een groot gedeelte van de zwarte en kleurlingbevolking nog steeds in deze gebieden. In de steden zijn er echter wel meer mensen in de zogenaamde 'blanke buurten' gaan wonen. Sharpville en delen van Soweto (South Western Townships - Zuidwestelijke Townships) zijn ongetwijfeld de bekendste krottenwijken. Ook Khayelitsha bij Kaapstad is een groot en bekend township.
President Nelson Mandela heeft in 1994 grootscheepse woningbouwprogramma's voor sloppenwijkbewoners beloofd, en die zijn er ook gekomen. Eind 2006 was het aantal van 2,6 miljoen nieuwe woningen bereikt. Deze huizen bestaan uit een woonkamer, een slaapkamer en een badkamer, ze zijn voorzien van water, elektriciteit en riolering.

## Brazilië
In Brazilië worden de krottenwijken favela genoemd. Deze bevinden zich bij de grote steden zoals Rio de Janeiro en São Paulo. In de kleinere steden zijn vrijwel geen favela's. De meeste wijken zijn op berghellingen gebouwd. Dit zijn de plaatsen waar mensen met geld geen huizen willen bouwen. In Brazilië is een wet die bepaalt dat als een bouwsel een dak heeft, het een woonhuis is en niet mag worden afgebroken, ook al staat het op de grond van een ander. Vaak zijn de favela's gebouwd op grond van de kerk. Die kan uit moreel oogpunt deze wijken niet zomaar verwijderen.
Het grootste deel van de bevolking van een favela is arm en leeft van ongeveer 30 euro per maand per persoon. Er gebeuren veel ongelukken, onder andere door aardverschuivingen vanwege regen.
De meeste bewoners van favela's zijn ongeschoold en werken in laagbetaalde banen of werken als straatverkopers, camelôs genaamd.

## Verenigde Staten

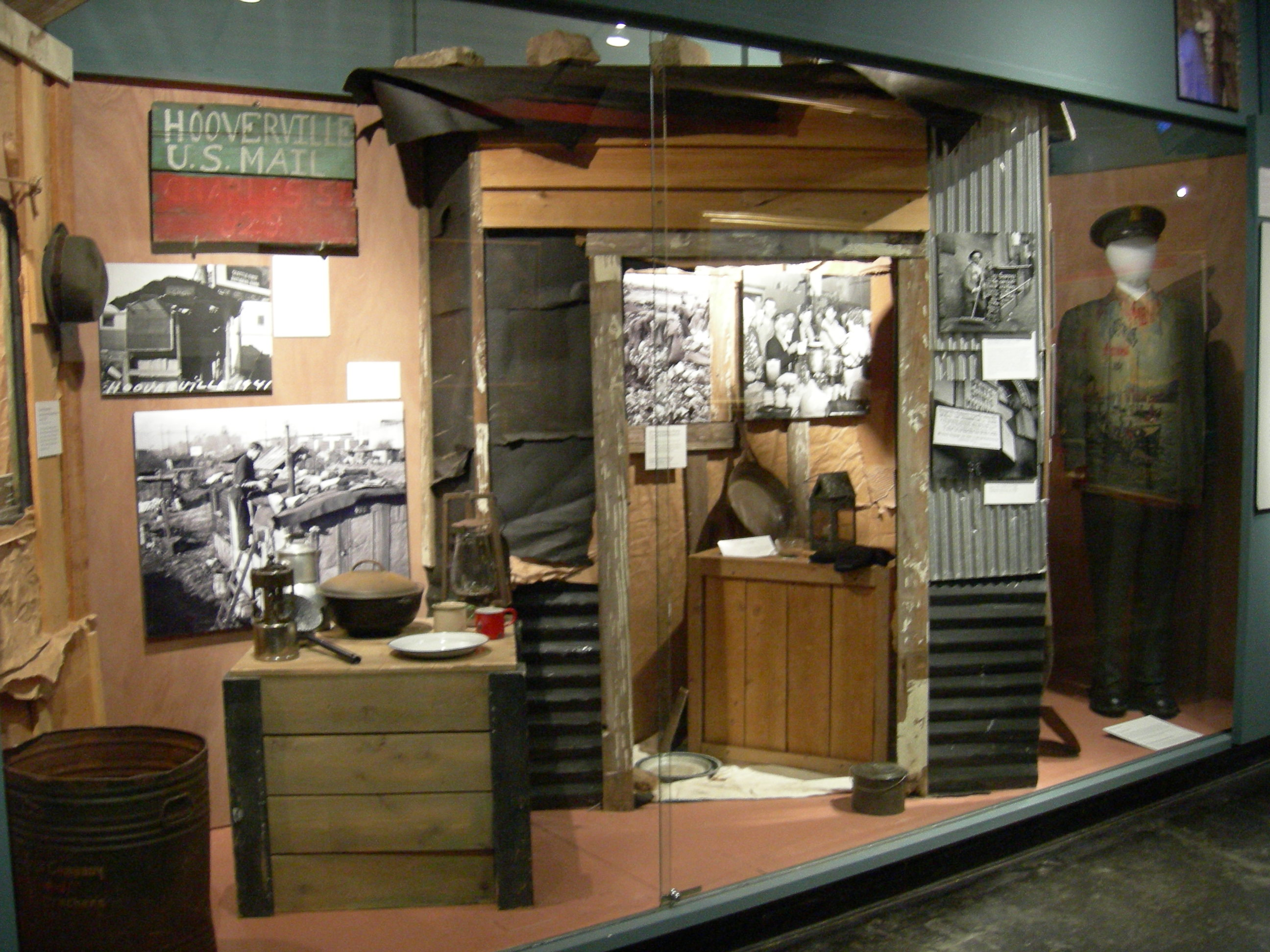
Seattle, Verenigde Staten. Reconstructie van een Hoovervillewoning in het MOHAI museum.

De Verenigde Staten kennen weinig permanente sloppenwijken. Uitzonderingen zijn te vinden in indianenreservaten en in delen van de Appalachen, waar het echter vaak om zelfstandige nederzettingen gaat en niet om wijken van grote steden. Wel kennen enkele grotere steden de zogeheten tentsteden, tentenkampen waar daklozen meestal tijdelijk (hoogstens enkele maanden) verblijven. Soms worden deze tentsteden wel Hoovervilles genoemd, naar de kampementen van daklozen tijdens de Grote Depressie.

## Synoniemen
- Krottenwijk
- Plakkerskamp
- Slum
- Bidonville
- Shanty town